# Henri Puppo
Henri Puppo   (Lo Tinhet, 5 de febrer de 1913 - Frejús, 29 de desembre de 2011) va ser un ciclista d'origen italià, però nacionalitzat francès el 13 de març de 1937, que fou professional entre 1934 i 1938 i el 1942. El seu èxit esportiu més destacat és una victòria d'etapa al Tour de França de 1937. En el moment de la seva mort era el vencedor d'etapa del Tour més vell.

## Palmarès
- 1934
  - 1r als Boucles de Sospel
  - Vencedor d'una etapa a la Niça-Toló-Niça
- 1935
  - Vencedor d'una etapa de la París-Niça
- 1936
  - 1r als Boucles de Sospel
  - Vencedor d'una etapa a la Niça-Toló-Niça
- 1937
  - 1r al Circuit dels Alps
  - 1r al GP de Fréjus
  - 1r a la Niça-Toló-Niça i vencedor d'una etapa
  - Vencedor d'una etapa al Tour de França
- 1938
  - Vencedor d'una etapa a la Niça-Toló-Niça

### Resultats al Tour de França
- 1937. 21è de la classificació general. Vencedor d'una etapa